# Roberto Titi
Roberto Titi (Borgo San Sepolcro, 1551 - Pisa, 1609) was een Italiaans hoogleraar en criticus.
Hij werd in 1551 geboren in het Toscaanse stadje Borgo San Sepolcro (het huidige Sansepolcro), nabij Arezzo. Hij werd in 1597 hoogleraar aan de universiteit van Bologna. In 1607 kreeg hij een leerstoel aan de universiteit van Pisa. Daar stierf hij twee jaar later, in 1609.
In 1590 publiceerde hij in Florence een kritische tekstuitgave met commentaar van de Eclogae van Nemesianus, samen met die van Calpurnius Siculus. Een aantal van zijn kritische en becommentariërende noten werden nog in de achttiende eeuw opgenomen in een nieuwe kritische editie met commentaar van Nemesianus’ Eclogae.